# Oliver Twist (film 2005)
Oliver Twist è un film del 2005, diretto da Roman Polański, tratto dall'omonimo romanzo di Charles Dickens.

## Trama
In una cupa Inghilterra della prima rivoluzione industriale, Oliver Twist, orfano di entrambi i genitori, vive miseramente in un orfanotrofio insieme ad altri ragazzini che sono nella sua stessa situazione, dove viene sfruttato e trattato in malo modo, anche quando viene trasferito all'ospizio per i più grandi. A causa del fatto che ai ragazzi viene dato poco da mangiare, è indetta fra questi ultimi una riunione per affidare, a chi avesse estratto il filo di stoppa più corto, il compito di chiedere una seconda razione di cibo. Esso tocca a Oliver che, dopo averlo eseguito, viene picchiato e portato al cospetto del Consiglio che, pur di toglierselo dai piedi, è disposto a offrire 5 sterline a chi se lo fosse preso come garzone. Il primo interessato è uno spazzacamini, strano e particolare, ma il protagonista impaurito si mette a piangere in modo da non essere affidato all'uomo, avendo capito le sue non proprio benevole intenzioni. Successivamente Bumble, il mazziere dell'orfanotrofio, grazie alle sue conoscenze, trova una sistemazione per Oliver.
Il ragazzo viene affidato ai signori Sowerberry, impresari locali di pompe funebri. Noah, il garzone principale dell'impresario divorato dall'invidia e dalla gelosia sentendosi messo al secondo posto, parla male della madre di Oliver insultandone la memoria e nonostante quest'ultimo gli dia un chiaro avvertimento di non osare, Noah pur di ferire emotivamente Oliver, continua a insultare la memoria della mamma del bambino facendogli perdere del tutto la pazienza che seppur sia più piccolo riesce a sopraffare il crudele ragazzo facendogli un occhio nero. Per questo il bambino viene rinchiuso nella carboniera e quando il signor Soweberry torna a casa e scopre l'accaduto chiede spiegazioni a Oliver che rivela gli insulti fatti da Noah nei confronti alla memoria della madre morta lasciando il becchino sconvolto ma poi quando anche la moglie dell'uomo insulta a sua volta la memoria della mamma del bambino e il piccolo le dà della bugiarda la crudele donna ordina al marito di picchiare Oliver e l'uomo seppur non voglia farlo cede su insistenza della moglie. A causa di ciò, il protagonista scappa, uscendo dal villaggio in cui era nato e raggiungendo Londra. Qui incontra un giovane poco più grande della sua età, soprannominato Dodger "il Malandrino", il quale lo conduce in una soffitta dove vive un gruppo di ragazzi che compiono dei furti. Il loro capo e maestro è il vecchio e taccagno Fagin; questi, oltre che dell'opera dei suoi protetti, è socio di Bill Sikes, un uomo violento e cattivo, che compie furti (e all'occorrenza altre malefatte) in grande stile.
Un giorno, uscito con Dodger e Charley per imparare il mestiere, Oliver viene accusato di un furto commesso invece dai suoi compagni. Dopo essere stato assolto perché riconosciuto innocente da Brownlow, anziano membro dell'alta società e vittima del furto, viene preso da quest'ultimo sotto la sua protezione. Fagin, che ha paura delle possibili rivelazioni che Oliver potrebbe fare, incarica Bill di riprenderlo e quest'ultimo, con l'aiuto di Nancy, altra ragazza portata nel mondo del furto da Fagin e compagna di Sikes, lo rapisce riportandolo nella soffitta. In seguito Bill con un complice costringe Oliver ad aiutarli a rapinare la villa di Brownlow. Il furto però fallisce perché Oliver cerca di farli scoprire e così Bill gli spara ferendolo gravemente al braccio. I tre scappano di corsa dalla villa, ma Bill cade nel fiume li vicino.
L'uomo crede che Oliver sia in grado di dire tutto alla polizia, e decide di ucciderlo, ma confidando la sua idea a Fagin, questi gli consiglia di compiere l'omicidio non appena Oliver guarirà dal dolore al braccio. Nancy, che vuole bene a Oliver, prende accordi con Brownlow per riconsegnarglielo, ma il piano della ragazza non riesce: Fagin, avendo notato un comportamento sospetto in lei, affida a Dodger il compito di seguirla ovunque vada e di rivelare poi quanto scoperto. Quella sera Fagin comincia a sentirsi in preda al rimorso poiché non se la sente di avere il bambino sulla coscienza, cosa che Sikes nota domandando al socio se abbia cambiato idea ma Fagin pur di non farsi vedere debole ritiene sia necessario eliminare il piccolo anche se in cuor suo non vorrebbe ciò. Dodger torna proprio in quel momento e il ragazzo racconta tutto a Fagin e Sikes, il quale la sera uccide a randellate la propria fidanzata, credendo che abbia denunciato anche lui, anche se Nancy giura di non aver mai fatto il suo nome. Fagin fugge con i ragazzi recuperando allo stesso tempo i suoi tesori accumulati da anni di furti ma al momento di andarsene mosso dal rimorso di aver cacciato Oliver in quella situazione non volendo lasciarlo solo e abbandonato lo sveglia portandolo con sé.
Dopo un po' Sikes, scappato da Londra, fa ritorno nella città, per rubare una somma a Fagin e andarsene in Francia. Sikes, ricercato dalla polizia, vuole però sbarazzarsi di Bullo, poiché i manifesti sparsi per la città segnalano l'uomo come sempre in compagnia di un "feroce cane bianco". Egli tenta dunque di affogarlo nel fiume, ma il suo piano non riesce e il cane, spaventato, fugge via.
Intanto Fagin, Oliver e gli altri ladri decidono di spostarsi nella casa di Toby, complice della banda. Poco dopo, Bill fa il suo ingresso nella casa. Tutti quanti hanno paura di lui, tranne Dodger, che infuriato e inorridito per l'uccisione di Nancy, aggredisce l'uomo, non prima di aver giurato davanti a tutti di consegnarlo alla polizia quando si fosse presentata l'occasione. Nel frattempo, guidata da Bullo, la folla è radunata sotto il nascondiglio, e il ragazzo urla alla finestra della presenza di Bill.
Sikes, vistosi in trappola, cerca di scappare portando con sé Oliver come ostaggio seppur Fagin lo supplichi di non farlo, ma nella fuga, inseguito dalla polizia e dalla gente che lo ha riconosciuto, si sposta con una fune finendo però per scivolare, distratto dal latrato del cane, e morire impiccato.
Fagin, con Dodger, Toby ed una parte della banda, viene arrestato e così Oliver viene ripreso in consegna da Brownlow. Il ragazzo, di animo gentile e generoso, seppur finalmente sia felice non sentendosi di volere Fagin sulla coscienza chiede di poterlo andare a trovare, ormai impazzito in carcere per porgergli l'ultimo saluto. Fagin in un barlume di lucidità abbraccia il piccolo e gli consegna i suoi tesori da tempo accumulati affinché Oliver si ricordi di lui e non lo dimentichi mai. Quest'ultimo promette di non dimenticare il povero vecchio e lo saluta in lacrime tornando a casa con Brownlow per poter cominciare una nuova vita felice.

## Produzione
Nel documentario Twist by Polanski, contenuto extra della versione in DVD del film, Roman Polanski parla della sua scelta di girare un altro adattamento cinematografico del romanzo di Dickens. Dopo Il pianista, il regista era ansioso di fare un film che sarebbe potuto piacere ai suoi bambini. Si rese conto che erano passati più di quarant'anni dall'ultimo film su Oliver Twist e decise che era giunto il tempo per una nuova versione. Lo sceneggiatore Ronald Harwood, con il quale Polanski aveva lavorato per Il pianista, fu felice di avere l'opportunità di collaborare al progetto essendo un grande fan dei romanzi di Dickens.
Le riprese del film ebbero luogo a Praga, Beroun e Žatec, nella Repubblica Ceca.

## Riconoscimenti
- 2006 - European Film Awards
  - Nomination Premio del pubblico a Roman Polański
- 2005 - Hollywood Film Festival
  - Miglior fotografo a Paweł Edelman
- 2006 - Young Artist Awards
  - Nomination Miglior film internazionale per la famiglia
  - Nomination Miglior attore giovane a Barney Clark
- 2006 - Sannio FilmFest
  - Miglior scenografia a Allan Starski

## Accoglienza

### Incassi
Il film ha incassato in tutto il mondo la cifra di 42.580.321 dollari.

### Critica
A.O. Scott del The New York Times ha definito l'opera "un film vecchio stile ben fatto".
Roger Ebert del Chicago Sun-Times disse che il film «è visivamente esatto e dettagliato senza essere troppo pittoresco... La recitazione è più realistica e vitale di quanto si possa credere; il Fagin di Kingsley è infinitamente più complesso di tutte le altre impersonificazioni dei precedenti film.»
Valerio Caprara de Il Mattino: «La cadenza narrativa del film è classica e composta, fedelmente illustrativa nelle ricostruzioni di una Londra vittoriana brutta, sporca e cattiva, flagellata dalla fame, esasperata dalla brutale contiguità tra ricchissimi e poverissimi e perennemente immersa nella caligine piovigginosa che ispirò i celebri disegni di Gustave Doré su cui scorrono i titoli. A pensarci bene l"Oliver Twist" del Polanski redento (fa certo sorridere sentirlo scagliarsi ultimamente contro i film di sesso e violenza) s'allinea a "La fabbrica di cioccolato" di Burton: in entrambi i casi i bambini soffrono i tormenti della crescita errando nelle divisioni topografiche di un crudele microcosmo fiabesco.»
Tullio Kezich sul Corriere della Sera ha così commentato il film: «Il quadro dell'Inghilterra ottocentesca, evocato negli studi di Praga e dintorni, è esaltato in un racconto apparentemente più disteso, ma rinforzato da sapienti tagli e accelerazioni. In certi giudizi riduttivi apparsi all'estero, i consensi al lavoro di Polanski si limitano ai suoi meriti di illustratore, ma in realtà in questa pur fedele interpretazione del testo il regista si concede significativi omissis (le nobili origini di Oliver, un particolare datato) e regala a Ben Kingsley, degno di sfidare a distanza Alec Guinness, uno splendido finale. Ovvero la visita che Oliver fa a Fagin alla vigilia della sua impiccagione. In tal modo il film evita il melenso lieto fine di maniera, lasciandoci con il protagonista che versa una lacrima sulla sorte di quello che è stato uno dei suoi persecutori sottintendendo che il modo giusto di guardare il prossimo non è quello di dividerlo fra buoni e cattivi. È noto che Polanski ha girato 'Oliver Twist' sulle personali memorie delle sue infantili sofferenze come piccolo ebreo errante nella Polonia occupata dai nazisti; e ha immaginato come interlocutori i suoi figlioletti nel raccontare una vicenda emblematica di quella strage degli innocenti che dall'era vittoriana prosegue fino ai nostri giorni come vediamo ogni sera alla tv. Il risultato è l'opera di un grande regista destinata a durare almeno quanto il film di David Lean nell'ideale collana del cinema dickensiano».
Maurizio Porro del Corriere della Sera ha scritto del film: «Sembra "L'opera da tre soldi" per piccoli, con tutti i sadomasochismi della letteratura dickensiana. Esperto di crudeltà e di angoscia infantile, il regista evita commiserazione e identificazione, pur lavorando sull'horror sociale. Il suo film è una buona riduzione che non prende al cuore ma narra col tempo variopinto del cinema old style: non inventa nulla ma rievoca in pittorica calligrafia.»
Mick LaSalle del San Francisco Chronicle commentò: «Roman Polanski, che si ritrovò da solo a Parigi senza i genitori durante la Seconda Guerra Mondiale, chiaramente capisce lo smarrimento provato da Oliver... L'esperienza personale del regista, però non gli fa enfatizzare i parallelismi biografici, e nemmeno lo fa precipitare nel sentimentalismo più melenso. Al contrario, il fatto che Polanski sappia che cose di questo genere possono succedere realmente a un ragazzo, lo hanno portato a trattare il romanzo in una maniera maggiormente adulta.»
Peter Travers di Rolling Stone giudicò il film dandogli due stelle su quattro, definendolo "incolore e freddo" e "mancante del tocco caratteristico alla Polanski." Inoltre disse: «Interpretato da Barney Clark, Oliver sembra mancare di personalità. E Harry Eden nel ruolo di Artful Dodger... manca dello spirito comico per interpretare il lato umoristico del personaggio.»
Todd McCarthy di Variety così si espresse riguardo al film: «Convenzionale, semplice e molto vicino a quella che veniva definita la tradizione di qualità, questo bel film è un rispettabile adattamento letterario ma manca di pathos drammatico... Kingsley fa un buon lavoro, interpretando Fagin con una certa debolezza e insicurezza che lo rende più patetico che odioso. Sfortunatamente, la sua performance si eleva molto al di sopra del livello di quelle degli altri attori... Soprattutto, Barney Clark è inappropriato e irritante nel ruolo di Oliver Twist».
Peter Bradshaw del The Guardian lo definì: «Un decente, guardabile film, ovviamente non più potente o personale di una fiction televisiva. Si tratta di un adattamento letterario fatto con gusto e rispetto, che lascia la storia in primo piano, tagliando fuori tutto un sottobosco di personaggi e trame secondarie presenti nel libro. Non ci sono grandi virtuosismi registici, nessuna interpretazione innovativa dei personaggi se non il mettere Fagin più al centro della storia e renderlo maggiormente simpatico... Polanski riproduce rispettosamente lo humour nero tipico di Dickens. Ma nonostante il dolore e la paura, le impiccagioni e le percosse, c'è sempre la fastidiosa sensazione che quello che Polanski ci sta propinando è fondamentalmente una classica storia per bambini. Il suo "Oliver Twist" non è un brutto film, ma la forza e la potenza visionaria originale del libro non sono state riprodotte.»